# 克尼亞濟夫卡 (普季夫利區)
51°19′21″N 33°57′13″E / 51.32250°N 33.95361°E
克尼亞濟夫卡（烏克蘭語：Князівка）是位於烏克蘭東北部的村莊，由蘇梅州科諾托普區的新斯洛博達市鎮負責管轄。該村距離西羅米亞特尼科韋和薩哈羅韋1公里，海拔高度173米，2001年人口284。